# Psychotria malaspinae
Psychotria malaspinae är en måreväxtart som beskrevs av Elmer Drew Merrill. Psychotria malaspinae ingår i släktet Psychotria och familjen måreväxter. Inga underarter finns listade i Catalogue of Life.